# Leobaldo Pereira
Leobaldo Pereira (Martí, Matanzas, 31 de julho de 1972) é um ex-velocista cubano na modalidade de canoagem.

## Carreira
Foi vencedor da medalha de prata em C-2 1000 metros em Sydney 2000, junto com o seu colega de equipa Ibrahim Rojas.